# Toilettenstuhl

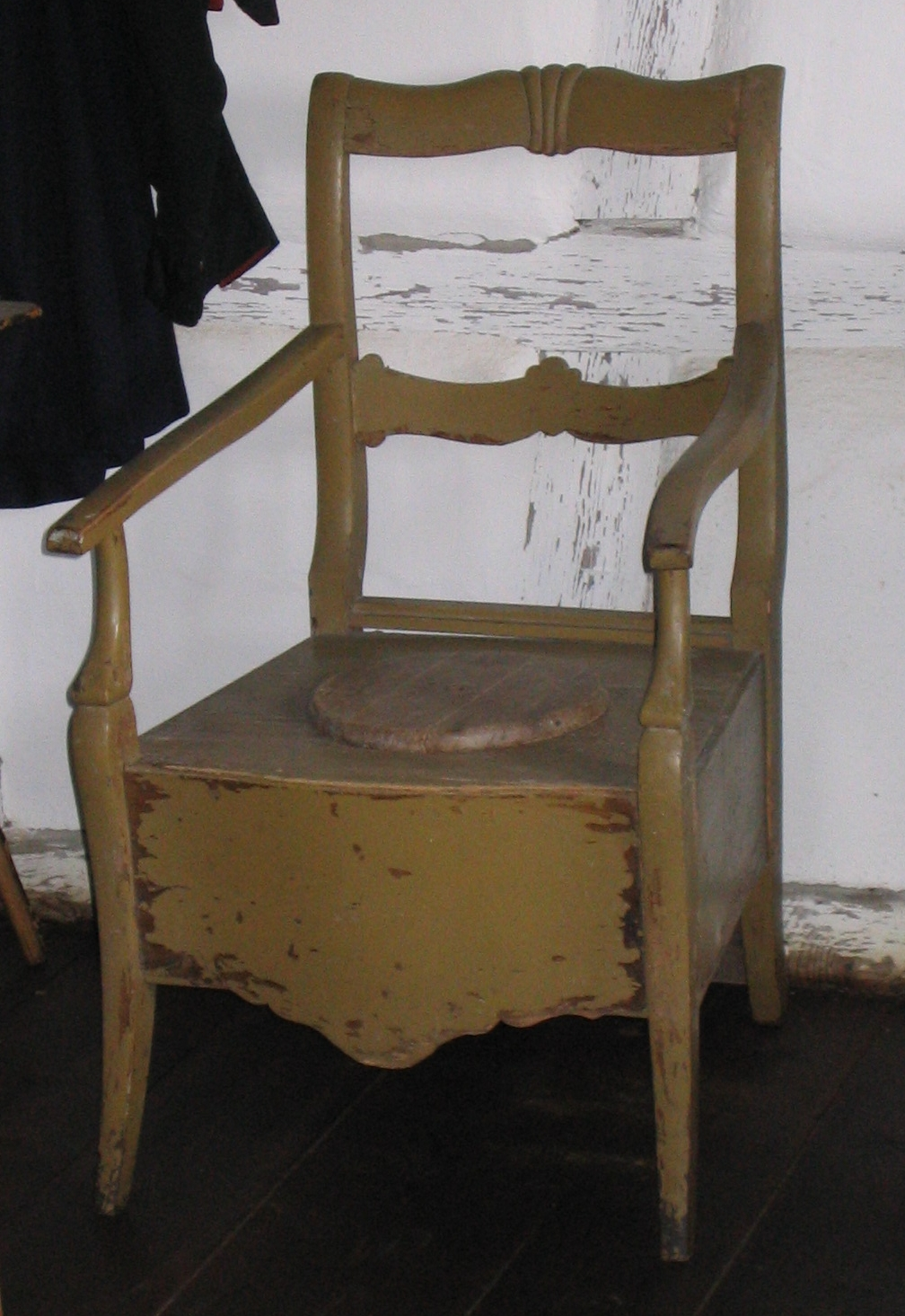
Feststehender Toilettenstuhl aus Holz

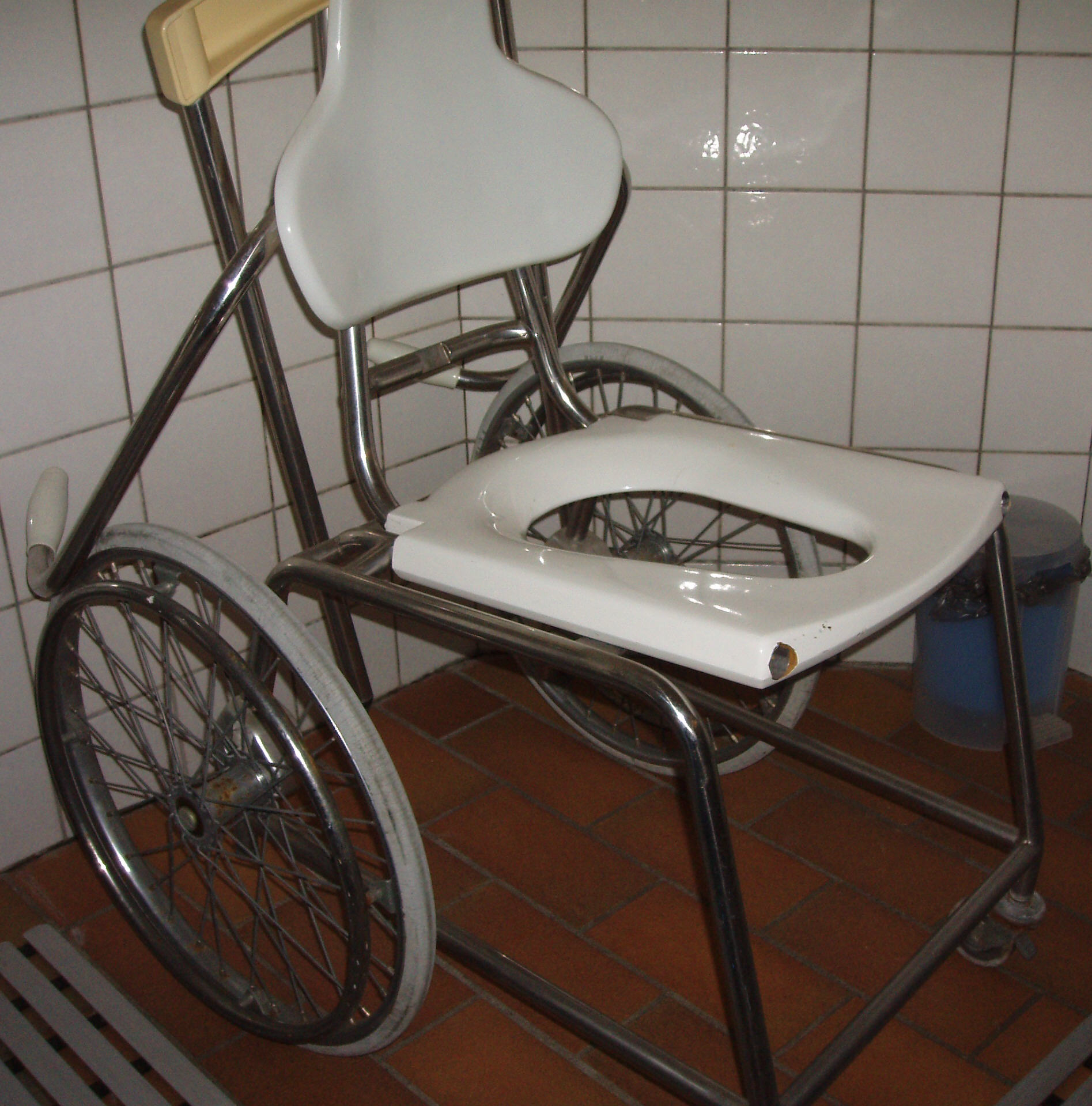
Dusch- und Toilettenrollstuhl aus Metall und Kunststoff

Der Toilettenstuhl, auch Nachtstuhl und früher Leibstuhl, wurde bis Anfang des 20. Jahrhunderts, als sich in der Regel die Toiletten noch außerhalb der Wohnung oder gar des Hauses befanden, dazu benutzt, den Stuhlgang oder das Urinieren in den eigenen vier Wänden zu verrichten, insbesondere in der Nacht oder bei Kälte im Winter war der Weg zu einer Toilette auf dem Hof des Hauses mühsam. Zu dieser Zeit bestand der Toilettenstuhl in der Regel aus einem geschlossenen Kasten oder einem Schrank mit einer Öffnung an der oberen Fläche. Verschlossen wurde diese Öffnung durch einen Klappdeckel. Der Stuhl enthielt einen Zinn- oder Steingut-Topf, welcher die Fäkalien auffing. Manche Toilettenstühle konnten auch als Nachttisch verwendet werden.
Laut dem Oxford English Dictionary findet sich die erste Erwähnung des Toilettenstuhls im Jahr 1410, auch wenn bereits in der Antike ähnliche Konstruktionen zum Einsatz kamen, um nach einer Geburt den Abgang der Plazenta zu vereinfachen. In der frühen Neuzeit gab es am englischen Königshof das Amt des Groom of the Stool, einen hochgestellten Höfling, der dem König bei der Benutzung des Toilettenstuhls und der Waschung behilflich war. Durch das hohe Maß der Vertrautheit mit dem Monarchen entwickelte sich das Amt im Laufe der Jahrhunderte zu einer einflussreichen Funktion, in deren Aufgabenbereich zeitweise auch die Verwaltung der königlichen Finanzen fiel. 1901 wurde das Amt abgeschafft.
Heutzutage werden Toilettenstühle häufig bei der Pflege älterer Menschen gebraucht. Besonders Menschen mit einer Gehbehinderung profitieren hiervon. Toilettenstühle sind von den Krankenkassen als Hilfsmittel anerkannt und im Hilfsmittelverzeichnis der gesetzlichen Krankenversicherung unter der Nummer 33.40.04.0 gelistet. Es gibt auch Toilettenrollstühle, die über vier Räder verfügen und gleichzeitig zum Transport des zu Pflegenden eingesetzt werden. Wasserfeste Ausführungen werden als Dusch-Toiletten(roll)stuhl bezeichnet.